# Sovljak
Sovljak (srbsky Совљак) je vesnice v západní části Srbska, administrativně spadající pod opštinu Bogatić. Nachází se východně od řeky Driny u hranice s Bosnou a Hercegovinou. Její okolí je rovinaté, tvoří jej kulturní intenzivně zemědělsky využívaná krajina. V roce 2011 zde žilo 554 obyvatel.
Z národnostního hlediska je obyvatelstvo většinově srbské národnosti (95 %). V regionu Mačvy patří co do počtu obyvatel k nejmenším. Ve středu Sovljaku stojí pravoslavný chrám sv. Prokopa (srbsky Crkva svetog Prokopija). Jednou z mála místních pamětihodností je etno park, kde jsou dochovány původní domy a připomínán je původní způsob života místních obyvatel.